# Boljkovci
Boljkovci (cyr. Бољковци) – wieś w Serbii, w okręgu morawickim, w gminie Gornji Milanovac. W 2011 roku liczyła 366 mieszkańców.